# Luohtojávri
Luohtojávri eller Luohtojärvi är en sjö i kommunen Enontekis i landskapet Lappland i Finland. Sjön ligger 673,1 meter över havet. Arean är 55 hektar och strandlinjen är 4,03 kilometer lång. Sjön  ingår i Torne älvs huvudavrinningsområde.   Den ligger omkring 350 kilometer nordväst om Rovaniemi och omkring 1000 kilometer norr om Helsingfors. 